# Rafting
O rafting é um desporto de aventura que se baseia na prática de descida em corredeiras em equipe utilizando botes infláveis. Os primeiros relatos de rafting de que se tem notícia são nos rios Colorado e Mississippi.

## Níveis do rafting
Nível I: Áreas com pedras muito pequenas; requer poucas manobras.
Nível II: Algumas águas agitadas, talvez algumas rochas; pode exigir manobras. 
Nível III: Ondas pequenas, talvez uma pequena queda, mas sem perigo. Pode requerer habilidade de manobra significativa.
Nível IV: Ondas médias, presença de poucas pedras, com quedas consideráveis; manobras mais difíceis podem ser necessárias.
Nível V: Grandes ondas, possibilidade de grandes rochas, possibilidade de grandes quedas, há riscos e exige manobras precisas.
Nível VI: Corredeiras extremamente perigosas, pedras e ondas enormes. O impacto da água pode até causar estragos no equipamento. 
Nível VII: É extremamente perigoso, pode machucar seriamente os praticantes ou até levá-los à morte. Completar esse percurso exige muita habilidade.

## Locais para a prática do rafting

### Brasil
No Brasil, há diversos locais propícios à prática do rafting, entre eles:
BahiaRio de Contas, em Itacaré
Rio Correntina, em Correntina
Espírito SantoRio Jucu, em Domingos Martins
GoiásRio Corumbá, em Corumbá de Goiás
MaranhãoParque Nacional da Chapada das Mesas, em Carolina
Mato GrossoCachoeira da Fumaça, em Jaciara
Rio das Mortes, em Dom Aquino
Minas GeraisRio Jaguari, em Extrema 
Rio Capivari, em Lavras 
Rio Espirito Santo, em São João da Serra Negra 
Rio Corrente, em Munhoz
ParanáRio Jaguariaíva, em Jaguariaíva
Rio Iapó, em Tibagi
Rio Cachoeiras, em Antonina
Rio Ribeira, em Cerro Azul
Rio de JaneiroRio Mambucaba, entre Paraty e Angra dos Reis
Rio Macaé, em Lumiar, Casimiro de Abreu e Macaé
Rio Paraibuna, ao norte do estado: Rio Paraíba do Sul, trecho que corta o município de Sapucaia
Ribeirão das Lajes em Seropédica
Rio Grande do SulRio Paranhana, em Três Coroas
Rio das Antas entre Nova Roma do Sul e Bento Gonçalves
Santa CatarinaRio Cubatão, em Santo Amaro da Imperatriz
Rio Itajai-açu, em Apiúna e Ibirama
Rio Braço do Norte, no Vale do Braço do Norte
São PauloRio Juquiá, em Juquitiba
Rio Paraibuna, em São Luís do Paraitinga
Rio do Peixe, em Socorro
Rio Jacaré-Pepira, em Brotas
Rio Pardo, em Caconde

### Portugal
Em Portugal, o rafting pode ser praticado em diversos rios, dependendo da estação do ano.
Quase todos os rios têm nível de água apenas nas épocas de chuva, desde o Outono até a Primavera. Apenas no Rio Minho pode ser praticado todo o ano, devido às 5 barragens que controlam o seu nível de água, sendo preferencialmente escolhido no verão pois é um rio com menos rápidos e os outros estão sem água.
- Rio Paiva - É o mais famoso e mais divertido rio para o rafting em Portugal, sobretudo na parte do concelho de Arouca. Possui diversos percursos, com um total de quase 25 km de rafting, desde grau IV a grau III de dificuldade.
- Rio Tâmega - Um rio com um dos melhores rápidos de 'rafting' o Cachão. Se não fossem tantos metros de água lisa entre os rápidos, este rio seria certamente bastante mais popular, com uma beleza natural fantástica. Nível II a IV (apenas 1 rápido de nível IV)
- Rio Tua - Bastante sazonal, apenas praticável em épocas de muita chuva. Com muita água nível III a IV.
- Rio Minho - Navegável todo o ano. Nível I a III. Volume de água muito variável, podendo ser nível I às 10 horas da manhã e nível III às 11 horas, devido a descargas das barragens.

Outros rios podem ser descidos em rafting, mas, devido ao seu pouco tempo navegável, não permitem a prática regular de rafting. Em épocas de grandes cheias, muitos dos pequenos rios de kayak podem ser explorados em rafting, mas com níveis de dificuldade muito elevados.